# بحر لازاريف

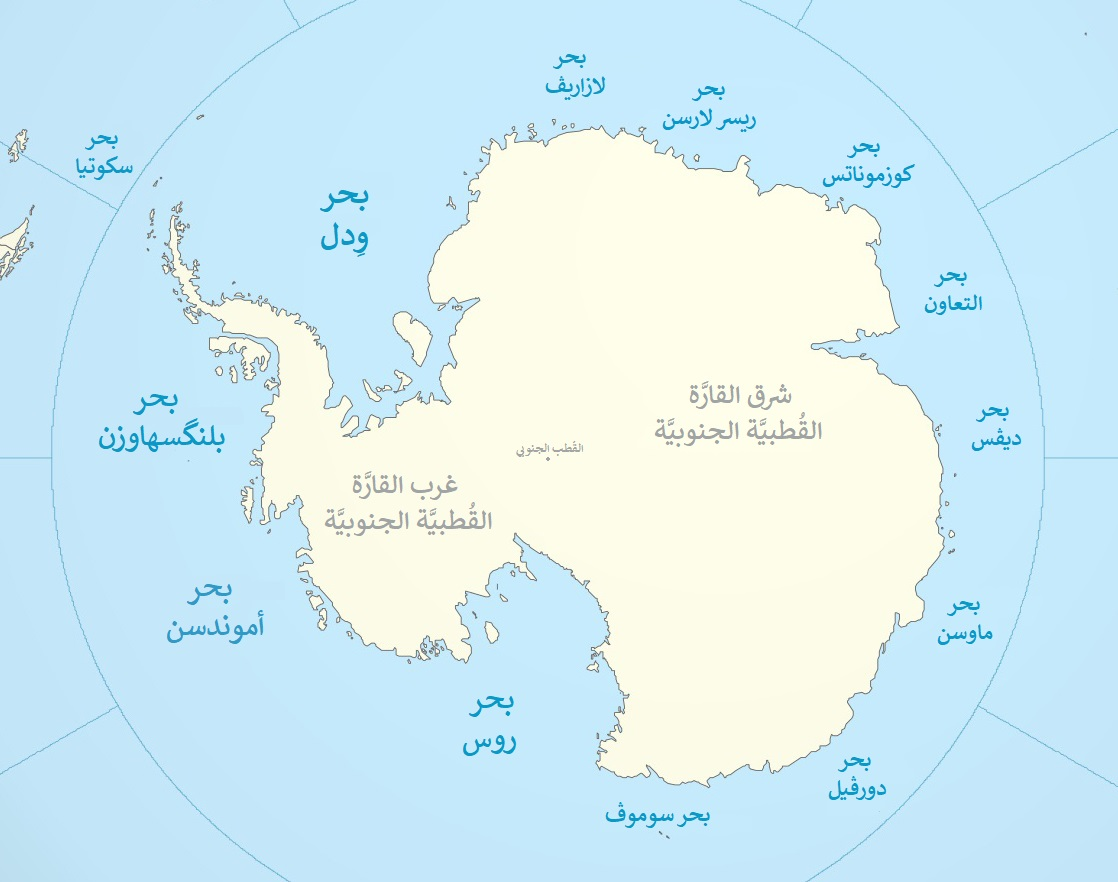
أعلى الخريطة موقع البحر لازاريف كجزء من المحيط المنجمد الجنوبي

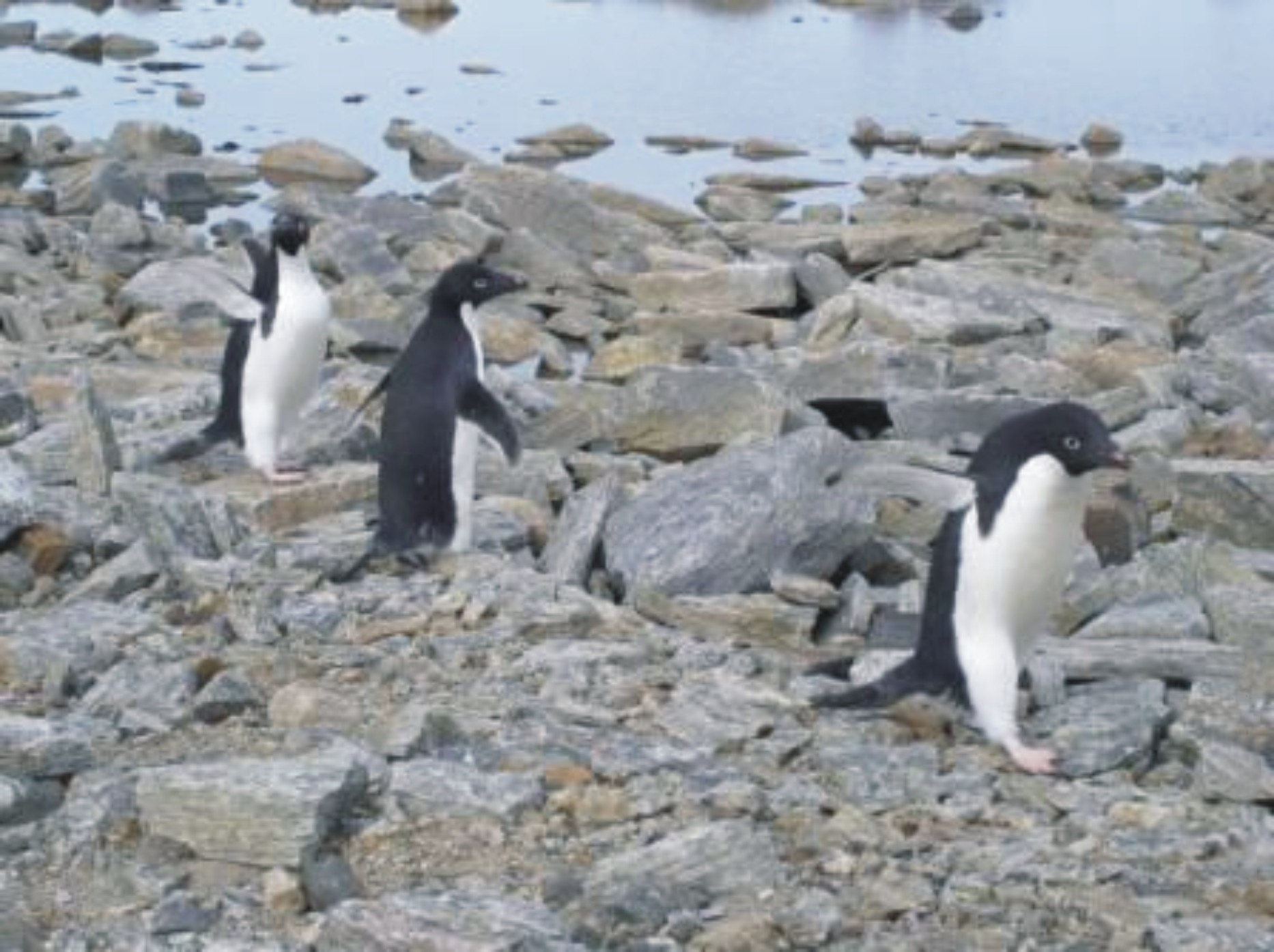
بطريق آديلي قرب المحطة الروسية نوفولازارف سكايا

بحر لازاريف هو بحر هامشي جزء من المحيط الجنوبي. وهو موجود بين بحر الملك هاكون السابع(ملك نرويجي) إلى الغرب من بحر ريسر لارسن إلى الشرق، أو بين خط الطول الرئيسي 0 ° 0 'و 14 ° شرقا. العمق السائد هو 3000 متر، وأقصى عمق يتجاوز 4500 متر. و يمتد على مساحة 929000 كيلومتر مربع.
إلى الجنوب من البحر هناك ساحل الأميرة أستريد وهو جزء أرض الملكة مود على القارة القطبية الجنوبية.
تم تسمية بحر ازاريف ب أسم الاميرال و المستكشف الروسي ميخائيل لازاريف (1788-1851).